# بيت الورد (الحيمة الخارجية)

تعديل مصدري - تعديل

بيت الورد هي إحدى قرى عزلة بني سليمان بمديرية الحيمة الخارجية التابعة لمحافظة صنعاء، بلغ تعداد سكانها 375 نسمة حسب تعداد اليمن لعام 2004.